# Xanthopimpla romani
Xanthopimpla romani är en stekelart som beskrevs av Krieger 1915. Xanthopimpla romani ingår i släktet Xanthopimpla och familjen brokparasitsteklar. Inga underarter finns listade i Catalogue of Life.